# Le Bourget (métro de Paris)
Pour les articles homonymes, voir Le Bourget.
Le Bourget est une future station de métro des lignes 16 et 17 du Grand Paris Express, située sur la commune du Bourget en Seine-Saint-Denis.

## Description
Le Bourget sera desservie par la ligne 16 et par la ligne 17 du Grand Paris Express : cette dernière rejoindra l'aéroport de Roissy-Charles-de-Gaulle. La gare souterraine, située dans le triangle formé par le RER B, la Grande Ceinture et l'avenue de la Division-Leclerc (ex-RN2), comportera quatre voies, deux pour la ligne 16 et deux pour la ligne 17, et les quais seront situés à une profondeur de 22,5 mètres. La conception de la gare est confiée à Elizabeth de Portzamparc.
La gare aura une architecture intérieure sobre. Elle fera usage du bois et de tons chauds.
L'artiste danois Jeppe Hein conçoit une œuvre artistique pour la station Le Bourget RER en coordination avec l'architecte Elizabeth de Portzamparc.
La station comportera également sur les quais de la ligne 16 une fresque de Philippine Joyeux et sur les quais de la ligne 17 une fresque de Ronald Curchod.
Cette gare emblématique sera réalisée avec le concours de l’Union européenne qui cofinance à 50 % les études d’avant-projet.

## Construction

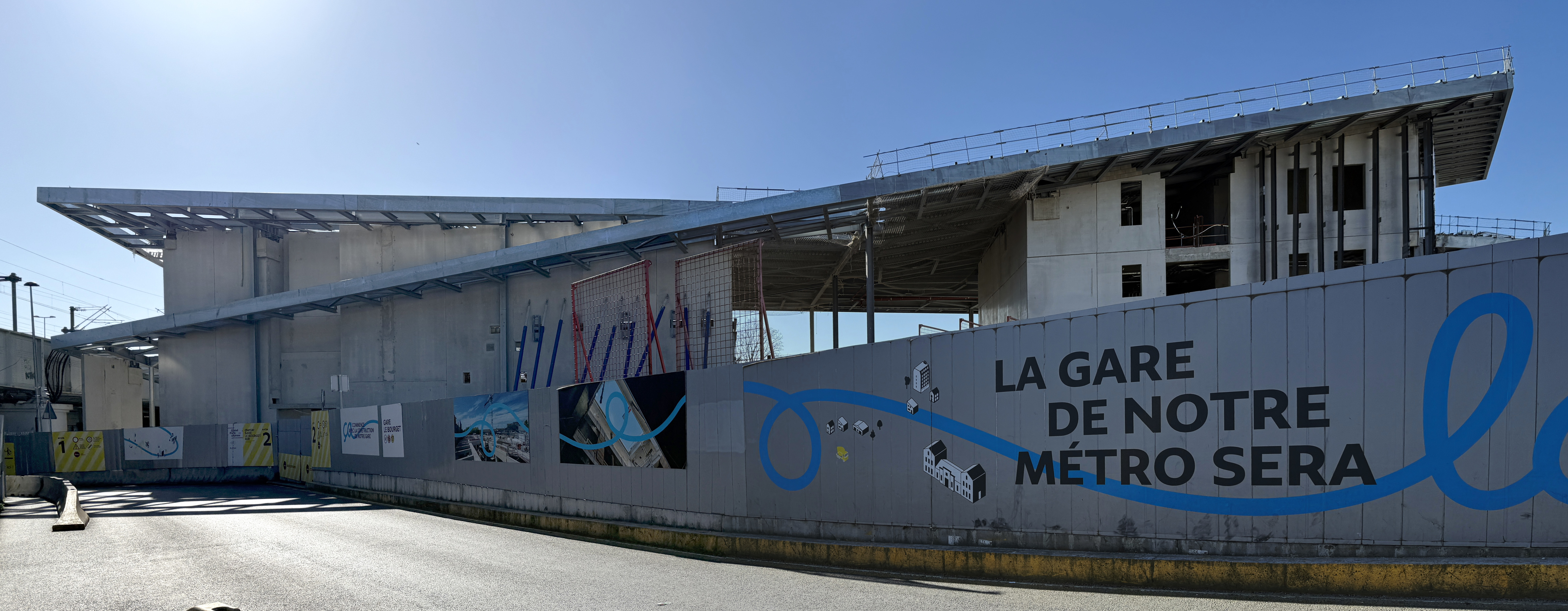
Le chantier en mars 2025.

Les travaux préparatoires (démolitions, déviations des réseaux) ont démarré en décembre 2016 et doivent s’achever fin 2017.
Les travaux de génie civil de la station sont officiellement lancés les 13 et 14 octobre 2018 lors d'une fête appelée KM4.
La réalisation de la gare est pilotée par le groupement Egis Rail / Tractebel. Les travaux de génie civil de la gare sont attribués à un groupement constitué d’Eiffage Génie Civil, en qualité de mandataire et de Razel Bec, Eiffage Rail, TSO et TSO Caténaires en tant que cotraitants. Le démarrage de la construction de la gare démarre au printemps 2018 pour une livraison en 2026.
Après l’installation du chantier en 2018, rue du Chevalier de la Barre, les équipes ont réalisé les murs souterrains de la gare et construit ses niveaux inférieurs. Ces travaux ont été jalonnés par une activité intense pour la construction des lignes 16 et 17, avec les passages successifs des tunneliers Inès et Dorine. Eté 2021, les équipes SNCF ont investi le chantier afin de réaliser des travaux d’interconnexion avec le RER B et le T11 Express. Fin 2023, les travaux de génie civil se sont achevés pour laisser place aux travaux « tous corps d’état ». En surface, la construction de l’émergence de la gare a débuté en février 2024. Au printemps de cette même année, les premiers escaliers mécaniques de la gare ont été installés. Début 2025, la construction de la structure de l’émergence s’achève et l’installation des façades vitrées qui la recouvriront débute. Dans la partie souterraine de la gare, l’aménagement et l’équipement des différents niveaux se poursuivent : maçonnerie, isolation, pose de chemins de câbles, installation des ascenseurs…

## Ligne 7
Une extension de la ligne 7 depuis La Courneuve - 8 Mai 1945 jusqu'à la gare du Bourget est inscrite dans le schéma directeur de la région Île-de-France (SDRIF) adopté par le conseil régional d'Île-de-France le 18 octobre 2013 et approuvé par décret après avis du Conseil d'État le 27 décembre 2013. En 2013, sa mise en service était envisagée avant 2030.
Dans le SDRIF-E 2040, le projet d'extension, au-delà de la station, obliquerait vers un terminus à la mairie de Drancy.